# Vélo d'Or
Vélo d'Or (Den gyldne cykel) er en sportspris inden for cykelsport, der blev grundlagt af det franske magasin Vélo Magazine i 1992. Den bliver givet til den cykelrytter som har præsteret bedst over det pågældende år. Siden 2022 er der blev uddelt en pris til både herrer og damer.

## Modtagere af prisen

### Herrer
| År   | Vinder                   | 2. plads                   | 3. plads                   |
| ---- | ------------------------ | -------------------------- | -------------------------- |
| 1992 | Miguel Indurain (ESP)    | Tony Rominger (SUI)        | Claudio Chiappucci (ITA)   |
| 1993 | Miguel Indurain (ESP)    | Maurizio Fondriest (ITA)   | Tony Rominger (SUI)        |
| 1994 | Tony Rominger (SUI)      | Miguel Indurain (ESP)      | Jevgenij Bersin (RUS)      |
| 1995 | Laurent Jalabert (FRA)   | Miguel Indurain (ESP)      | Abraham Olano (ESP)        |
| 1996 | Johan Museeuw (BEL)      | Bjarne Riis (DEN)          | Alex Zülle (SUI)           |
| 1997 | Jan Ullrich (GER)        | Laurent Jalabert (FRA)     | Marco Pantani (ITA)        |
| 1998 | Marco Pantani (ITA)      | Michele Bartoli (ITA)      | Lance Armstrong (USA)      |
| 1999 | Lance Armstrong (USA)    | Jan Ullrich (GER)          | Andrei Tchmil (BEL)        |
| 2000 | Lance Armstrong (USA)    | Erik Zabel (GER)           | Jan Ullrich (GER)          |
| 2001 | Lance Armstrong (USA)    | Erik Zabel (GER)           | Erik Dekker (NED)          |
| 2002 | Mario Cipollini (ITA)    | Lance Armstrong (USA)      | Paolo Bettini (ITA)        |
| 2003 | Lance Armstrong (USA)    | Paolo Bettini (ITA)        | Aleksandr Vinokurov (KAZ)  |
| 2004 | Lance Armstrong (USA)    | Damiano Cunego (ITA)       | Óscar Freire (ESP)         |
| 2005 | Tom Boonen (BEL)         | Lance Armstrong (USA)      | Danilo Di Luca (ITA)       |
| 2006 | Paolo Bettini (ITA)      | Alejandro Valverde (ESP)   | Fabian Cancellara (SUI)    |
| 2007 | Alberto Contador (ESP)   | Fabian Cancellara (SUI)    | Paolo Bettini (ITA)        |
| 2008 | Alberto Contador (ESP)   | Fabian Cancellara (SUI)    | Carlos Sastre (ESP)        |
| 2009 | Alberto Contador (ESP)   | Mark Cavendish (GBR)       | Fabian Cancellara (SUI)    |
| 2010 | Fabian Cancellara (SUI)  | Alberto Contador (ESP)     | Andy Schleck (LUX)         |
| 2011 | Philippe Gilbert (BEL)   | Cadel Evans (AUS)          | Mark Cavendish (GBR)       |
| 2012 | Bradley Wiggins (GBR)    | Tom Boonen (BEL)           | Joaquim Rodríguez (ESP)    |
| 2013 | Chris Froome (GBR)       | Vincenzo Nibali (ITA)      | Peter Sagan (SVK)          |
| 2014 | Alberto Contador (ESP)   | Vincenzo Nibali (ITA)      | Alejandro Valverde (ESP)   |
| 2015 | Chris Froome (GBR)       | Peter Sagan (SVK)          | Fabio Aru (ITA)            |
| 2016 | Peter Sagan (SVK)        | Chris Froome (GBR)         | Nairo Quintana (COL)       |
| 2017 | Chris Froome (GBR)       | Tom Dumoulin (NED)         | Peter Sagan (SVK)          |
| 2018 | Alejandro Valverde (ESP) | Geraint Thomas (GBR)       | Julian Alaphilippe (FRA)   |
| 2019 | Julian Alaphilippe (FRA) | Egan Bernal (COL)          | Primož Roglič (SLO)        |
| 2020 | Primož Roglič (SLO)      | Tadej Pogačar (SLO)        | Wout van Aert (BEL)        |
| 2021 | Tadej Pogačar (SLO)      | Primož Roglič (SLO)        | Wout van Aert (BEL)        |
| 2022 | Remco Evenepoel (BEL)    | Wout van Aert (BEL)        | Tadej Pogačar (SLO)        |
| 2023 | Jonas Vingegaard (DEN)   | Mathieu van der Poel (NED) | Tadej Pogačar (SLO)        |
| 2024 | Tadej Pogačar (SLO)      | Remco Evenepoel (BEL)      | Mathieu van der Poel (NED) |

### Damer
| År   | Vinder                     | 2. plads             | 3. plads                     |
| ---- | -------------------------- | -------------------- | ---------------------------- |
| 2022 | Annemiek van Vleuten (NED) | Lotte Kopecky (BEL)  | Pauline Ferrand-Prévot (FRA) |
| 2023 | Demi Vollering (NED)       | Lotte Kopecky (BEL)  | Annemiek van Vleuten (NED)   |
| 2024 | Lotte Kopecky (BEL)        | Demi Vollering (NED) | Katarzyna Niewiadoma (POL)   |